# Balance (민해경의 음반)
《Balance》은 대한민국의 가수 민해경의 17번째 정규 앨범이다. 2013년 2월 27일 전 음악 사이트에 음원이 공개되었고, 28일에 오프라인 앨범 발매를 하였다. 타이틀곡 《다시 바람으로》는 한 차례 리메이크로 선보인 적이 있었지만, 이번에는 현악기를 동원, 더욱 더 애절한 노래로 재탄생했다. 더블 타이틀곡인 《참...》과 《그립고 그리워》는 전형적인 발라드이며, 《두비둡》과 《Vida Loca》는 라틴삼바의 곡으로써 댄싱퀸 민해경의 모습을 생각나게 하는 곡들이다. 그 밖에 《어느 소녀의 사랑이야기》와 《사랑은 이제 그만》이 리메이크되어 수록되어 있다.

## 수록곡
| #   | 제목                                          | 작사                  | 작곡           | 편곡                   | 재생 시간 |
| --- | --------------------------------------------- | --------------------- | -------------- | ---------------------- | --------- |
| 1.  | 〈다시 바람으로 (Cellist 조옥근)〉 (TITLE)    | 신예찬                | 신예찬         | 전상환, 이화           | 4:32      |
| 2.  | 〈참...〉                                     | 류원광                | 류원광         | 류원광                 | 4:31      |
| 3.  | 〈그립고 그리워〉                             | 천세민, 최병창        | 천세민, 최병창 | 황권순                 | 3:52      |
| 4.  | 〈어느 소녀의 사랑이야기 (Remastering ver.)〉 | 박건호                | 이범희         | 전상환, 이화           | 3:57      |
| 5.  | 〈두비둡 (Doobidub)〉                         | 박종근(Jacob), 배방진 | 양홍섭         | 김현                   | 3:23      |
| 6.  | 〈Vida Loca〉                                 | D'DAY                 | KZ             | KZ                     | 3:21      |
| 7.  | 〈사랑은 이제 그만 (Remake)〉                 | 이세건                | 이세건         | 전상환, 이세환, 안준민 | 4:01      |
| 8.  | 〈다시 바람으로 (Instrumental)〉              |                       | 신예찬         | 전상환, 이화           | 4:32      |
| 9.  | 〈어느 소녀의 사랑이야기 (Instrumental)〉     |                       | 이범희         | 전상환, 이화           | 3:57      |
| 10. | 〈두비둡 (Instrumental)〉                     |                       | 양홍섭         | 김현                   | 3:23      |
| 11. | 〈사랑은 이제 그만 (Instrumental)〉           |                       | 이세건         | 전상환, 이세환, 안준민 | 4:01      |